# Adolf Hitler naplói
Adolf Hitler naplói hamis dokumentumok, amelyek az 1980-as évek egyik legnagyobb sajtóbotrányát okozták, mivel a naplókat közzétevő nyugat-német exkluzív Stern magazin nem vetette alaposabb vizsgálat alá az anyagot. A Stern magazin 1983. április 25-én közölte a felfedezést, amit egyik riporterük, Gerd Heidemann tett, és a hírt más magazinok, illetve újságok is címlapon tették közzé. Igen hamar kiderült azonban, hogy a naplók és más iratok közönséges és felületes hamisítványok. A felháborodást fokozta a napló hitelességét illető szakszerű vizsgálatok hiányosságai. Heidemannt és a naplókat hamisító Konrad Kujau nevű stuttgarti üzlettulajdonost csalásért több mint négy év börtönre ítélték.

## Az eset előzményei
Gerd Heidemann 1949 óta dolgozott a Sternnek, és a magazin egyik legmegbízhatóbb munkatársának tartották. Heidemann Hamburgban élt, s szenvedélye volt a nácizmus és második világháború titkainak kutatása. A csalási botrány előtt is több cikket írt a témában, sőt, megvásárolta Hermann Göring egyik jachtját is, amelyhez a pénzt lakásának eladásából teremtette elő.
Ezen a jachton aztán gyakran találkozott néhai náci vezetőkkel és tisztekkel, akiket itt is interjúvolt meg. Egyikük ismertette meg Konrad Kujauval 1980 környékén (Kujau Fischer néven mutatkozott be Heidemann-nak), aki üzletében náci emléktárgyakat árusított, melyeket elsősorban neonácik vásároltak. Később kiderült, hogy ezek egy részét Kujau szintén hamisította.
Kujau elárulta Heidemann-nak, hogy birtokában van összesen hatvankét darab műbőrkötésű jegyzetfüzetnek, amelyek Adolf Hitler titkos naplói. Némelyik jegyzetfüzeten vörös pecsétes szalag is lógott. Ezeket a Führer 1932-től egészen 1945-ig vezette. Kujau egy olyan lebilincselő történetet adott elő Heidemann-nak, hogy a naplókat 1945. április 20-án Hitler átadta inasának, Wilhelm Arndtnak, és április 21-én egy Junkers 352-essel Berchtesgadenbe, Bajorországba akarták szállítani más titkos iratokkal együtt, ahol egy másik főhadiszállása volt Hitlernek. A Führer Berlinből akart ide menekülni, hogy a végső harcot innen irányítsa. A Junkers azonban Szászországban lezuhant, és csak egy túlélője maradt a szerencsétlenségnek, Hitler pedig meghalt Berlin romjai között. A szovjetek által akkor már elfoglalt Drezda környéki Börnersdorf falu (Bad Gottleuba-Berggießhübel község része) egyik gazdája azonban megmentette a naplót, ami aztán a kelet-német hadsereg egyik tisztjéhez, Heinz Fischerhez került, akit Kujau a testvérének mondott. A naplókat a határon átcsempészték, és most el akarja őket adni. Kujau még további Hitler által írt könyvekről, egyebek mellett Eva Brauntól származó emlékiratokról is beszélt, amelyek megvásárlását feltehetően későbbre halasztották volna.
Heidemann bedőlt Kujaunak, és a történetről 1981. január 27-én beszámolt Peter Kochnak, a lap főszerkesztőjének és Henri Nannennek, aki a Stern tulajdonosa volt. Heidemann rábeszélte a legfelsőbb vezetőséget, hogy vegyék meg a naplót. Kochot erről nem is értesítette, aki először ellenezte is ezt az elgondolást. Manfred Fischer kiadófőnök 2 millió márkát kínált először az anyagokért. 1981. február 13-án három kötet birtokába jutott a magazin, amelyekért 85 ezer márkát fizettek, de az üzletkötésben nem állítottak ki nyugtát. Végül a maradék 59 kötetért 9 millió nyugatnémet márkát adtak. Néhány vizsgálatot azért elvégeztek, de ezek rendkívül felületesek voltak. Többek között Hugh Trevor-Roper angol történésztől és az Észak-karolinai Egyetemen egyik német professzorától, Gerhard L. Weinbergtől kértek szakvéleményt, valamint két írásszakértőtől, Max Frei-Sulzertől és Lothar Micheltől, akik valódinak nyilvánították a naplót.
A Sternt azonban már mások is 1981-ben figyelmeztették arra, hogy a talált dokumentumok nem lehetnek valódiak. Koch szintén fenyegetőzött a nagy összegek kifizetését követően, hogy lemond, de ezt végül nem tette meg. Eberhard Jaeckel történész is végzett néhány elemzést, és összevetette a napló tartalmi mondanivalóját más véleményekkel. Egy korábbi SS tiszt is, aki olvasta a naplót, szintén hitetlenkedett számos dolog felett. A naplóban egyebek mellett az szerepelt, hogy Hitler operákat akart írni (ismert az is, hogy a Führer kedvenc zeneszerzője Richard Wagner, akinek antiszemitizmusából szintén táplálkozott ideológiája), és a Heinrich Himmlerrel való kapcsolatát illetően is olyasmi volt olvasható, amelynek minden más dokumentum és személyes élmény ellentmondott: Himmler az egyik legközelebbi munkatársa volt, akivel kifejezetten bensőséges volt a kapcsolata Hitlernek, ezzel szemben a napló Hitler szerint utálta volna Himmlert. Trevor-Roper csak néhány tartalmi szempontot vett figyelembe, mint például azokat a dolgokat amelyeket mindenki ismert: Hitler zsidókkal és a fajokkal kapcsolatos elméleteit, vagy Németország terjeszkedéséről szőtt elképzeléseit. A két írásszakértő Hitler írásával azonosította a naplókban látható kézírást, ami azonban szintén nem lehetett mérvadó, mert némi kézügyességgel a kézírást is könnyen lehet hamisítani.
Volt ugyan egy másik vizsgálati kérelem a rajnavidék-pfalzi tartományi levéltárhoz, de azt a szakértői véleményt már be sem várták a Stern vezetői. Várható volt, hogy a hírnek óriási visszhangja lesz, amitől hatalmas bevételeket várt a laptulajdonos és a főszerkesztő. Hogy a kételyeket eloszlassák, még egy vizsgálati eredményt hamisítottak is, méghozzá egy jugoszláv akadémiai tag láttamozását.

## A sajtótájékoztató
Hamburgban nagy sajtótájékoztató közepette számoltak be az új hírről, és a Stern máris 42 oldalt közölt a naplókból. A lap szerkesztői huszonnyolc folytatásban akarták nyilvánosságra hozni a többi részletet.
A hír azért volt szenzáció, mert még Hitler élő, legközvetlenebb munkatársai sem tudtak arról, hogy volt a Führernek naplója. A történészek ezért is már a kezdetekkor hitetlenkedve fogadták az egészet.
A sajtótájékoztatón 15 televízió tudósítója és mintegy száz másik újság is jelen volt. Heidemann még ráadásul büszkén felállt a székéből, és felmutatott a kamerák és fényképezőgépek előtt néhány, a helyszínen levő naplót. A legemlékezetesebb azt volt mindebben, amikor Heidemann ujjával V betűt mutatott (a victory, azaz a győzelem jele). Heidemann azt is mondta fennhangon, hogy az egész német történelmet újra lehet írni.
A napló közzétételének jogáért a brit The Sunday Times nagy összeget fizetett a Sternnek. A francia Paris Match és az olasz Panorama, valamint az amerikai Newsweek is tervbe vették a napló közzétételét, az amerikai lap szerkesztői azonban később elálltak ettől, mert kevésnek találták azt a néhány szakmai véleményt.

## Felmerülő kételyek
David Irving, a későbbi holokauszttagadásáról elhíresült brit történész nyomban a sajtótájékoztatón feltette azt a kérdést, hogy vegyi vizsgálatokat végeztek-e el többek között a tintán, hogy meggyőződjenek, tényleg abból a korból való-e. Trevor-Roper és L. Weinberg erre visszakozni kezdett az eredeti véleményét illetően, és kérték a lap szerkesztőit, hogy módszeresebb vizsgálatokat végezzenek írásszakértőkkel. Trevor-Roper eleinte azt mondta, hogy néhány dokumentum lehet akár hamisítvány, majd pedig azt, hogy ezek mind hamisítványok, amíg be nem bizonyítják valódiságukat.
További kételyek voltak, többek között az, hogyan sikerült elrejtenie közvetlen környezete elől Hitlernek ezeket naplókat, és miért csak 1932-től kezdte el vezetni. Hitler ráadásul utált írni, a leveleket is mindig valamelyik titkárának diktálta le, a Mein Kampfot is például Rudolf Hess írta le neki a landbergi börtönben. Ha mégis írt, ceruzával tette, de a naplók kizárólag tintával voltak írva. Hitlertől emiatt igen kevés kézzel írt dokumentum maradt fenn, a Stern által felkért két német írásszakértő sem tudott felhasználni sokat, ezért nem voltak meggyőzőek az eredményeik. Ráadásul Hitlernél orvosai már 1941-ben észlelték a Parkinson-kór előjeleit, s 1943 januárjától a betegség teljesen elhatalmasodott rajta, emiatt élete végéig remegett a keze, ez pedig képtelenné tette, hogy írjon.
Miután egyre több kétely merült fel, a vitához csatlakozó német történészek arra a belátásra jutottak, hogy a napló teljesen hiteltelen. Nyíltan azzal kezdték vádolni a Sternt, hogy szenzációból nagy tőkét akar kovácsolni. A lapnak megugrott az olvasottsága a sajtótájékoztatót követően, ezért közel 300 ezerrel többet nyomtattak ki belőle, valamint az előfizetői és nem előfizetői árakat is megemelték. Mivel a tét nagy volt a Stern számára, Koch immáron teljes mellszélességgel kiállt a naplók eredetisége mellett és szinte már ócsárlóan beszélt a lapot támadó történészekről és levéltárosokról.
A Newsweek ekkor egy független írásszakértővel külön vizsgálatot készíttetett, amely megállapította, hogy igen felületesen készült hamisítványok. Május 5-re Nyugat-Németországban is elvégezték a vizsgálatokat. Többek között a papír állagából és a kötésben található ragasztóból kiderült, hogy inkább az 1950-es évek utánról származhatnak, tehát a napló jóval a második világháború végét követően keletkezett. Az ultraibolya-fényes vizsgálat során észlelték, hogy a papírt olyan anyaggal fehérítették ki, amelyet még az 1930-as években nem is ismertek. A tinta vegyi összetétele is emlékeztetett a mostani tintákban található anyagokra.
A tinta vizsgálatakor egy másik módszert, az ezüst-nitrátos vizsgálatot is felhasználták: néhány oldalát a naplónak ezüst-nitrát oldatba mártották, és a kloridok elhelyezkedését próbálták megállapítani. Az ezüstionok reakcióba lépnek ilyenkor a kloridionokkal, és így képződik az ezüst-klorid, amely oldódik fel és így nem mosódik el a papíron, a frissen képződött ezüst-klorid pedig fehér. Fény hatására a fehér ezüst-klorid fokozatosan megfeketedik az ezüstatomokra és klórmolekulákra bomlás következtében. Mikroszkopikus vizsgálattal a lapok vonalainak elhelyezkedését is megfigyelték, és az eredeti vonalak körül apró, fekete ezüstfoltokat észleltek. A kloridionok két esztendő alatt 3 mm-t vándorolnak a papíron, s az összes apró folt 3 mm-nél közelebb volt az eredeti vonalakhoz. Amennyiben idősebb lett volna az irat, úgy a kloridionok kb. 55-60 mm-t távolodtak volna.
A viaszpecsét anyaga sem volt idősebb harminc évnél, a svájci Sankt Gallen-i kutatóintézet diagnózisa szerint a viaszt színező vörös festéket csak 1956 óta használják.
Hans Booms, az NSZK állami levéltárának igazgatója néhány munkatársával megvizsgálta a napló tartalmi szempontjait, amelyekben nevetségesen súlyos tárgyi tévedéseket találtak. Úgy vélték, hogy a naplót hamisító személy legfőképp Max Domarus történész 1962-es könyvére hagyatkozott, amely Hitler 1932 és 1945 közötti beszédeit és annak analíziseit tartalmazta. Annyira Domarusra hagyatkozott a hamisító, hogy tulajdonképpen átvette a tévedéseit is.

## A botrány és a büntetőeljárás
Az igazság napvilágra kerülését hatalmas botrány követte az országban, és a Stern hitelességét, mi több, olvasottságát is komoly veszteségek érték. A Stern többi szerkesztője és riporterei majdnem egy hétig ülősztrájkot tartottak a szerkesztőség irodáiban országszerte, és követelték, hogy derítsék ki, miként lehetett ilyen könnyen rászedni a lap vezetését, hogy ilyen nagy összegű pénzt fizettek ki. Peter Kochot azonnal lemondatták és felmondtak neki, ugyanúgy Heidemann-nak is.
A vizsgálatok lezárta után a bűnügyi hivatal előállította Heidemannt és Kujaut. Kujau azonnal bevallotta, hogy néhány év leforgása alatt hamisította a dokumentumokat. Heidemann-nak előadott történetében annyi igazság azonban volt, hogy az NDK-ban valóban él testvére Heinz Kujau néven, de nem mint katona, hanem csomagkihordó az államvasutaknál. Azonban Kujau arcátlan módon megpróbálta belekeverni Heidemannt, hogy a dolgot ketten tervelték ki. A Sternnel kötött megállapodásban ugyanis 9 millió márkáról volt szó, viszont állítása szerint csak 2 millió 700 ezret kapott, továbbá, hogy az első három kötet megvásárlásakor is az ígért 85 ezer márka helyett 25 ezerrel kevesebb jutott el hozzá. Heidemann mindezt tagadta, és fenntartotta azt, hogy becsapták. Mivel azonban nem maradtak az átutalásokról hivatalos papírok, ezért a bíróság is úgy vélte, hogy Heidemann valóban nagy összegeket tett el.
A tárgyalás két évig tartott. A bíróság Heidemannt is bűnösnek találta: őt négy év nyolc hónap börtönbüntetésre ítélték 1985 júliusában. Kujau csak négy év hat hónapot kapott. A bíróság az ítélet végén azonban a legkeményebb hangon a Sternt bírálta, amiért annyira gátlástalan és mohó volt, hogy olyan trehány vizsgálatok után képes volt nagy hírverést csinálni borzalmasan rossz hamisítványokból.
Miután a botrány kitört, a többi napló nem kerülhetett már nyilvánosságra. 2023-ban a naplókat a német szövetségi levéltár, a Bundesarchiv tulajdonába adta a Stern kiadója, a Bertelsmann, így mára a hamisítványok kutathatóvá váltak. A cél a Stern történetének átlátható, tudományos és független feldolgozása felé.

## Az ügy résztvevőinek utóélete
Kujau 1987 közepén feltételesen szabadlábra került, mert gégerákban szenvedett. A pénzből, amit a Sterntől kapott, kifizette tartozásait, egyebek mellett a perköltségeket. Kujau Stuttgartban élt tovább, ahol folytatta a hamisítást, ezúttal azonban nyíltan. Neves festőművészek hitelesített másolatait kezdte árulni, és vélemények szerint elég hiteles másolatokat tudott készíteni.
Kujau 2000-ben bekövetkezett halálakor előkerültek olyan hangfelvételek, amelyek azt bizonyítják, hogy az ügyben Heidemannt valóban rászedte, mert az újságíró a Stern által kifizetett pénzből egyetlen márkát sem tett el, mindet Kujau kapta. Így történetesen Heidemann csak naiv áldozata volt az egésznek. Kujau egyik halála előtt készült interjúban büszkén vállalta hamisítói szakmáját, és nem is tagadta, bármikor, még most is kész volt történelemhamisító dokumentumok kiállítására és történelmi személyek naplóinak megírására.
Heidemann nyugdíjasként élt Németországban, és hatalmas archívumot készített lakásán, ahol az ügy dokumentumait gyűjtötte össze. Ezekkel a dokumentumokkal a háta mögött Heidemann ártatlanságát hangoztatta. 2024. december 9-én hunyt el.
Michael Hollman történész szerint a hamisított naplók arra is kísérletet tettek, hogy a nácizmust emberarcúnak mutassák be és ez visszhangra is talált az akkori NSZK-ban.

## Külső hivatkozások
- Megtalálták Hitler naplóját (National Geographic)
- Huszonöt éves a német sajtó legnagyobb „kacsája” (grafomagazin.hu)